# Collect call
Collect call is de uit het Amerikaans afkomstige benaming voor een telefoongesprek voor rekening van de opgeroepene, een communicatie per telefoon die door de opgeroepene wordt betaald, in tegenstelling tot reguliere telefoongesprekken die ten laste komen van degene die het gesprek tot stand heeft gebracht.
Van die mogelijkheid wordt onder andere gebruikgemaakt door kinderen die hun ouders bellen en door reizigers die de thuisblijvers bellen.
Om een dergelijk gesprek tot stand te brengen is meestal de hulp van een telefonist(e) nodig.
Daardoor is een dergelijk gesprek meestal duurder dan een normaal gesprek.
Meestal zal een oproeper er dan ook voor kiezen zelf de kosten te dragen, vooral als hij het gesprek automatisch tot stand kan brengen (wat tegenwoordig bijna altijd mogelijk is).

## Internationaal
Een collect call komt vooral voor in het internationale verkeer. 
Dit is te verklaren doordat de kosten van een internationaal gesprek hoger zijn, en (voorheen) doordat een internationaal gesprek toch al door een telefoniste tot stand moest worden gebracht.

## Automatisch
Soms bestaat de mogelijkheid automatisch een collect call tot stand te brengen.
De oproeper kiest dan een speciaal nummer en spreekt zijn naam in. 
De opgeroepene beantwoordt de oproep en hoort een bericht als "Accepteert u een gesprek van (ingesproken naam) voor uw rekening, druk dan op 0".
Drukt hij op 0, dan komt het gesprek tot stand.
Deze werkwijze werd waarschijnlijk veel misbruikt: de oproeper sprak in plaats van zijn naam een bericht in, en dat werd dan kosteloos aan de opgeroepene medegedeeld.
Het is dan ook lang niet altijd mogelijk automatisch een collect call tot stand te brengen.
Een andere werkwijze, die onder andere in Australië wordt toegepast, is dat de oproeper en de opgeroepene een wachtwoord (van een aantal cijfers) hebben afgesproken.
Dat wachtwoord is aan het telefoonbedrijf bekendgemaakt.
Toetst de oproeper het wachtwoord in, dan weet het telefoonbedrijf dat de opgeroepene akkoord gaat.

## Naamgeving
Ontvangt men een gesprek voor rekening van opgeroepene uit het buitenland, dan bestaat het risico dat men de buitenlandse telefoniste niet begrijpt en daardoor onbedoeld het gesprek accepteert.
In de verschillende talen worden namelijk benamingen gebruikt die allerminst duidelijk zijn.
Zo zal een Nederlander, zelfs als hij Duits verstaat, zelden begrijpen wat er met R-Gespräch wordt bedoeld. 
De Nederlandse KPN Telecom publiceerde ooit een boekje over buitenlands telefoneren, met daarin een waarschuwing: Kondigt een buitenlandse telefoniste een gesprek aan met Collect call, Payable à l'arrivée, Transferred charge call of R-Gespräch, dan betekent dat dat het een Gesprek voor rekening van de opgeroepene wordt en dat dus de kosten (als u het gesprek accepteert) voor uw rekening zijn.
Tegenwoordig wordt de benaming collect call ook door de Nederlandse telefoonbedrijven gebruikt en wordt van de Nederlandse telefoongebruikers verwacht dat die term bekend is.